# Nikolina Jelić
Nikolina Jelić est une joueuse de volley-ball croate née le 9 novembre 1991 à Zagreb. Elle mesure 1,89 m et joue au poste de réceptionneuse-attaquante. 

## Clubs
| Club                  | De        | À         |
| --------------------- | --------- | --------- |
| Mladost Zagreb        | 2006-2007 | 2011-2012 |
| SC Potsdam            | 2012-2013 | 2013-2014 |
| VolleyStars Thüringen | jan 2015  | mai 2015  |
| KS Developres Rzeszów | juin 2015 | nov 2015  |
| New Volley Libertas   | jan 2016  | mai 2016  |
| Quimper Volley 29     | 2016-2017 | 2016-2017 |
| Charleroi Volley      | 2017-2018 | …         |